# A Columbo epizódjainak listája
Ez a lap a Columbo című sorozat epizódjainak listáját tartalmazza.
A Columbo nem hagyományos heti sorozat, inkább különálló történetek laza füzére: 69 epizód készült 1968 és 2003 között tíz évadon át, de nem folyamatosan, és az évadok sem követték a naptári éveket. A két bevezető rész után az elsőtől a hetedik évadig évadonként 3-8 epizód készült 1971 és 1978 között, összesen 43 rész az NBC stúdió által. 
11 év szünet után 1989 és 2003 között ugyanilyen leosztásban még 24 rész a maradék három évadra az ABC által, amiből a legtöbb részt 1989–1992 között készült. Utána már csak évente egy-két részt jelentettek meg, az utolsó néhány epizód között pedig 2003-ig több év is eltelt.

## Évados áttekintés
| Évad | Évad               | Epizód | Évadpremier          | Évadzárás         | Adó |
| ---- | ------------------ | ------ | -------------------- | ----------------- | --- |
|      | Bevezető részek    | 2      | 1968. február 20.    | 1971. március 1.  | NBC |
|      | 1                  | 7      | 1971. szeptember 15. | 1972. február 9.  | NBC |
|      | 2                  | 8      | 1972. szeptember 17. | 1973. március 25. | NBC |
|      | 3                  | 8      | 1973. szeptember 23. | 1974. május 5.    | NBC |
|      | 4                  | 6      | 1974. szeptember 15. | 1975. április 27. | NBC |
|      | 5                  | 6      | 1975. szeptember 14. | 1976. május 2.    | NBC |
|      | 6                  | 3      | 1976. október 10.    | 1977. május 22.   | NBC |
|      | 7                  | 5      | 1977. november 21.   | 1978. május 13.   | NBC |
|      | 8                  | 4      | 1989. február 6.     | 1989. május 1.    | ABC |
|      | 9                  | 6      | 1989. november 25.   | 1990. május 14.   | ABC |
|      | 10 + különkiadások | 14     | 1990. december 9.    | 2003. január 30.  | ABC |

## Évadok

### Bevezető (pilot) részek (1968, 1971)
| Sor. | Év. | Hivatalos magyar Eredeti angol cím                                  | Rendező        | Író                              | Magyar vetítés                                                           | Eredeti vetítés   | Játékidő |
| --- | --- | ------------------------------------------------------------------- | -------------- | -------------------------------- | ------------------------------------------------------------------------ | ----------------- | -------- |
| 1 | 1   | „Gyilkosság receptre / A recept: gyilkosság” “Prescription: Murder” | Richard Irving | Richard Levinson és William Link | 1972. november 25. (1. változat) 1995. augusztus 30. (2. változat)       | 1968. február 20. | 100 perc |
| Dave Fleming (Gene Barry), a tekintélyes pszichiáter feleségével, Claire-rel (Nina Foch) épp partit adnak házukban 10. házassági évfordulójuk alkalmából. Egy telefonhívás után látszólag el kell rohannia egyik betegéhez, egy bizonyos Joan Hudsonhoz (Katherine Justice). A nő valójában a szeretője, akivel végleg meg akarnak szabadulni Fleming nejétől. A férfi megöli feleségét, ezután a repülőtérre megy szeretőjével és a feleségnek álcázott barátnő egy színlelt veszekedés után kiszáll. Dave-nek egy idő után elege lesz az ügyben nyomozó Columbo hadnagyból, ezért a barátjával elintézi, hogy vegyék el tőle az ügyet.                                                 |     |                                                                     |                |                                  |                                                                          |                   |          |
| 2 | 2   | „Váltságdíj egy halottért” “Ransom for a Dead Man”                  | Richard Irving | Richard Levinson és William Link | 1974. november 21. (1. változat, mozi) 1996. július 3. (2. változat, TV) | 1971. március 1.  | 96 perc  |
| Leslie Williams (Lee Grant) tekintélyes ügyvédnő. Végez férjével (Harlan Warde), testét pedig az óceánba dobja. Hogy megtévessze a hatóságokat, másnap azt a látszatot kelti a rendőrség előtt, hogy férjét elrabolták. Hamis információkat ad a nyomozószerveknek a váltságdíj összegével és átadási helyével kapcsolatban, a pénzt pedig meg akarja tartani magának. Úgy intézi, hogy a rendőrség az állítólagos emberrablókat nevezze meg a férfi gyilkosaiként. Ám hirtelen hazaérkezik Svájcból az elhunyt férj lánya (Patricia Mattick). Mivel túlságosan is jól ismeri mostohaanyját, azonnal az ügyvédnőre kezd gyanakodni – akárcsak a kiváló megérzésekkel rendelkező hadnagy. |     |                                                                     |                |                                  |                                                                          |                   |          |

### Első évad (1971–1972)
| Sor. | Év. | Hivatalos magyar Eredeti angol cím                   | Rendező             | Író                                      | Magyar vetítés                                                    | Eredeti vetítés      | Játékidő |
| --- | --- | ---------------------------------------------------- | ------------------- | ---------------------------------------- | ----------------------------------------------------------------- | -------------------- | -------- |
| 3 | 1   | „Ahogy a könyvben meg van írva” “Murder by the Book” | Steven Spielberg    | Steven Bochco                            | 1976. március 6. (1. változat) 1993. április 19. (2. változat)    | 1971. szeptember 15. | 76 perc  |
| Joanna Ferris (Rosemary Forsyth) épp telefonon beszél híres krimiíró férjével, Jamesszel (Martin Milner), amikor hirtelen lövés zaját hallja a háttérben, ugyanis a férfit pont akkor ölte meg valaki. Az asszony azt hitte, beszélgetésük pillanatában James az irodájában volt, amivel Joanna a tudtán kívül tökéletes alibit szolgáltat férje gyilkosának, Jamesszel összekülönbözött szerzőtársának, Ken Franklinnek (Jack Cassidy), aki nem sokat tétlenkedik, hanem olyan hamis nyomokat és bizonyítékokat gyárt az ügy kapcsán, melyek arra utalnak, Ferris kapcsolatban állt az alvilággal, s ők végeztek vele… |     |                                                      |                     |                                          |                                                                   |                      |          |
| 4 | 2   | „Besegít a halál” “Death Lends a Hand”               | Bernard L. Kowalski | Richard Levinson és William Link         | 1977. március 19. (1. változat) 1993. július 12. (2. változat)    | 1971. október 6.     | 77 perc  |
| Arthur Kennicut (Ray Milland) egyre inkább meg van győződve felesége (Pat Crowley) hűtlenségéről, s azért, hogy kételyeit végleg eloszlassa, felfogad egy Brimmer nevű magánnyomozót (Robert Culp), aki, miután kideríti, hogy megbízója neje valóban szeretőt tart, elkezdi zsarolni az asszonyt, hogy rajta keresztül jusson a férje érdekeltségébe tartozó bizalmas információkhoz. Mrs. Kennicut meglepő döntésre szánja el magát: inkább mindent bevall férjének, teljesen felborítva ezzel a kapzsi magándetektív jól kiagyalt terveit, s Brimmer nem is sejti, hogy telhetetlensége előbb vagy utóbb a vesztét okozza majd… |     |                                                      |                     |                                          |                                                                   |                      |          |
| 5 | 3   | „Holt tárgyak” “Dead Weight”                         | Jack Smight         | John T. Dugan                            | 1976. február 21. (1. változat) 1993. június 28. (2. változat)    | 1971. október 27.    | 76 perc  |
| Helen Stewart (Suzanne Pleshette), a kedves, ámde hiszékeny hajadon egy nap véletlenül szemtanúja lesz egy gyilkosságnak, amiről maga a gyilkos, Martin Hollister (Eddie Albert) egykori katonatiszt és háborús hős is tudomást szerez, s úgy próbálja meggyőzni a nőt, hogy nem őt látta aznap gyilkolni, hogy elkezd neki udvarolni, s sikerül is neki ügyesen manipulálnia Helent. Columbót nem csupán a szemtanú egyre bizonytalanabb vallomása akadályozza az ügy megoldásában, hanem az a tény is, miszerint eddig még nem került elő sem a gyilkos fegyver, sem pedig maga a holttest… |     |                                                      |                     |                                          |                                                                   |                      |          |
| 6 | 4   | „Képek keret nélkül” “Suitable for Framing”          | Hy Averback         | Jackson Gillis                           | 1976. június 5. (1. változat) 1993. november 29. (2. változat)    | 1971. november 17.   | 76 perc  |
| A rendkívül megnyerő modorú, sármos és neves műkritikus, Dale Kingston (Ross Martin) elhatározza, megöli gazdag nagybátyját, akivel soha nem jött ki jól, s aki azzal fenyegette, megváltoztatja végrendeletét, amiből kihagyja őt. Egy este Kingston lelövi bácsikáját, és rablótámadásként tünteti azt fel, amihez segítségként felhasználja szeretőjét, a törekvő, ám kevéssé tehetséges fiatal festőnőt, Tracy O'Connort (Rosanna Huffman). Kingston biztosra veszi, hogy mint egyedüli közeli hozzátartozó, ő örökli majd nagybátyja műtermét, nem beszélve az értékes festménygyűjteményről, ám a végrendelet felolvasásakor az érintetteket bizony nem kis meglepetés éri… |     |                                                      |                     |                                          |                                                                   |                      |          |
| 7 | 5   | „A türelmetlen hölgy” “Lady in Waiting”              | Norman Lloyd        | Barney Slater                            | 1976. november 19. (1. változat) 1993. augusztus 9. (2. változat) | 1971. december 15.   | 76 perc  |
| A jómódú, arrogáns üzletember, Bryce Chadwick (Richard Anderson) vezeti jól menő családi vállalkozásukat, amióta apja meghalt, anyja pedig rábízta a céget. Bryce zárkózott, visszavonultan élő húga, Beth (Susan Clark) nemrég viszonyt kezdett családjuk jogi képviselőjével, Peter Hamiltonnal (Leslie Nielsen), s hamarosan össze is házasodnának, ám a nő bátyja ellenzi kapcsolatukat, azzal az indokkal, hogy az ügyvéd csak húga vagyonára ácsingózik. Bryce azzal fenyegetőzik, kitagadja testvérét a családi örökségből, amennyiben Beth nőül megy szerelméhez. A nő dühös lesz, amiért testvére beleszól magánéletébe, s komoly, végleges döntésre szánja el magát: megöli Bryce-t, hogy az ne szabjon gátat a házasságának. A gyilkosságot ravasz módon, balesetként tünteti fel a rendőrség előtt, de Columbo ismét gyanakodni kezd… (Ebben az epizódban is becsúszik egy apró szinkronhiba: az 59. perc körül Columbo a villanykörte élettartamát 75-80 órának mondja, ami szerinte napi tíz órával számolva két hónap; ez persze hibás számolás – és valóban, nem Columbo érdemel egyest matekból, hanem a szinkron, ui. eredetiben 700-800 óráról van szó.) |     |                                                      |                     |                                          |                                                                   |                      |          |
| 8 | 6   | „Rövid szivar” “Short Fuse”                          | Edward M. Abroms    | Jackson Gillis, Lester Pine és Tina Pine | 1976. május 29. (1. változat) 1994. február 14. (2. változat)     | 1972. január 19.     | 76 perc  |
| A konok, forrófejű, ám rendkívül tehetséges fiatal férfi, Roger Stanford (Roddy McDowall) mint fejlesztő-kutató, fontos és értékes újításokat próbál keresztülvinni családi cégénél, ám rosszindulatú nagybátyja, David (James Gregory) egy napon közli vele, hogy nemsokára elbocsátja őt, a vállalatot pedig eladja. Ahhoz, hogy tervét megvalósíthassa, pont kapóra jönnek neki az unokaöccse múltjában talált szégyenfoltok, úgyis mint autólopás, drog és játékszenvedély, csakhogy David bácsi felesége, Doris (Ida Lupino) nagyon szereti Rogert és teljes mértékben megbízik benne, s ő sem akarja elveszíteni cégüket. Roger ördögi tervet eszel ki, mivel nem hajlandó engedni bácsikája gátlástalan zsarolásának… |     |                                                      |                     |                                          |                                                                   |                      |          |
| 9 | 7   | „Gyilkosság tervrajz alapján” “Blueprint for Murder” | Peter Falk          | William Kelley                           | 1993. május 31.                                                   | 1972. február 9.     | 76 perc  |
| A nyers stílusú, goromba milliomos, Beau Williamson (Forrest Tucker) már napok óta nem adott életjelet magáról volt feleségének, Goldie-nak (Janis Paige), mire az asszony bejelentést tesz a rendőrségen, ugyanis azt gyanítja, exférjét valaki eltette láb alól, habár Williamson jelenlegi neje, az ifjú Jennifer (Pamela Austin), és szeretője, az eltűnt férfi üzlettársa, Elliot Markham (Patrick O'Neal) váltig állítják, hogy az öregúr nyilván szokásos utazgatásai egyikén van. Columbo is gyanút fog az esetleges gyilkossággal kapcsolatban, mivel Williamson megvonta támogatását Markham nagy ívű várostervezésétől, ám a holttestet még mindig nem találja sehol… |     |                                                      |                     |                                          |                                                                   |                      |          |

### Második évad (1972–1973)
| Sor. | Év. | Hivatalos magyar Eredeti angol cím                         | Rendező            | Író                                              | Magyar vetítés                                                     | Eredeti vetítés      | Játékidő |
| --- | --- | ---------------------------------------------------------- | ------------------ | ------------------------------------------------ | ------------------------------------------------------------------ | -------------------- | -------- |
| 10 | 1   | „Fekete etűd” “Etude in Black”                             | Nicholas Colasanto | Richard Levinson és William Link                 | 1976. február 1. (1. változat) 1995. július 26. (2. változat)      | 1972. szeptember 17. | 96 perc  |
| A fiatal és tehetséges zongoraművésznő, Jennifer Welles (Anjanette Comer) azzal kezdi zsarolni szeretőjét, a híres karmestert, Alex Benedictet (John Cassavetes), hogy a világ tudtára fogja adni szerelmi viszonyukat, ha nem vállalja őt a világ előtt. Erre a férfi úgy dönt, örökre elhallgattatja teherré vált kedvesét, mivel retteg a botránytól, s nem kevésbé befolyásos anyósától (Myrna Loy), aki a férfi által vezényelt szimfonikus zenekar igazgatóságának feje. |     |                                                            |                    |                                                  |                                                                    |                      |          |
| 11 | 2   | „Melegházi dzsungel” “The Greenhouse Jungle”               | Boris Sagal        | Jonathan Latimer                                 | 1976. szeptember 19. (1. változat) 1993. október 25. (2. változat) | 1972. október 15.    | 74 perc  |
| Tony Goodland (Bradford Dillman) mindent elkövet, hogy visszahódítsa hűtlen feleségét, ám hiába vagyonos a férfi, Cathy (Sandra Smith) mégis inkább a csinos, vonzó síoktató karjaiban lel boldogságra. A megcsalt férj segítségére siet nagybátyja, Jarvis (Ray Milland), aki megoldást kínál rokonának a kellemetlen helyzetre: azt javasolja Tonynak, rendezze meg saját elrablását, hogy felkeltse vele Cathy aggodalmát, s ennek következtében az asszony visszatérjen hozzá. Tony nem is sejti, hogy nagybátyja ezt a tervet használja fel arra, hogy őt meggyilkolja a vagyonáért. (a magyar szinkronban az orchideák ára tízszeresére megy fel; 1200-ról 12 000 dollárra) |     |                                                            |                    |                                                  |                                                                    |                      |          |
| 12 | 3   | „A döntő játszma” “The Most Crucial Game”                  | Jeremy Kagan       | John T. Dugan                                    | 1976. április 1. (1. változat) 1994. április 6. (2. változat)      | 1972. november 5.    | 74 perc  |
| Az ismert és eredményes futballcsapat aranyifjú tulajdonosát, Eric Wagnert (Dean Stockwell) meggyilkolják, holttestét pedig a saját kerti medencéjében találják meg. Első látásra a jelek balesetre utalnak, ám a dörzsölt és intelligens hadnagy most sem zárja le ilyen könnyedén az esetet, habár első számú gyanúsítottja, Paul Hanlon (Robert Culp) látszólag megdönthetetlen alibivel rendelkezik az elkövetés időpontjára nézve… |     |                                                            |                    |                                                  |                                                                    |                      |          |
| 13 | 4   | „Columbo a panoptikumban” “Dagger of the Mind”             | Richard Quine      | Richard Levinson és William Link                 | 1996. február 7.                                                   | 1972. november 26.   | 98 perc  |
| A londoni színészházaspár, Lilian Stanhope (Honor Blackman) és Nicholas Frame (Richard Basehart) a tehetős Sir Roger Haversham (John Williams) támogatását szeretnék elnyerni a Macbeth legújabb színre állításához is, akit már régóta használnak ki anyagilag. A lordot Lilian a cél érdekében még el is csábítja, miután azonban a férfi rájön a turpisságra, szóváltásba majd dulakodásba keveredik velük, mikor is a nő véletlenül megöli. Ezután a pár gyorsan úgy állítja be a dolgokat, mintha balesetben vesztette volna az életét; holttestét egy kellékes kosárban a házába csempészik. Nem számolnak azonban az épp Londonba látogató Columbo hadnaggyal, aki eredetileg szakmai eszmecserére érkezett a Scotland Yardhoz, de ha már ott van, ezt az esetet is segít felderíteni… |     |                                                            |                    |                                                  |                                                                    |                      |          |
| 14 | 5   | „Rekviem egy hullócsillagért” “Requiem for a Falling Star” | Richard Quine      | Jackson Gillis                                   | 1976. július 25. (1. változat) 1994. február 28. (2. változat)     | 1973. január 21.     | 74 perc  |
| A filmvászon egykori felkapott sztárja, az örök díva, Nora Chandler (Anne Baxter) sértődött, mellőzött asszony, aki ifjúságát és régmúlt karrierjét siratja, ráadásul hűséges személyi titkárnője, Jean (Pippa Scott) pont ahhoz az emberhez készül feleségül menni, aki már régóta megkeseríti Nora életét állandó zsarolásaival. A színésznő úgy dönt, végleg eltakarítja az útból Jean vőlegényét, Jerry Parkst (Mel Ferrer). Bombát helyez a férfi kocsijába, aki épp aznap készül az esküvőjére, csakhogy a robbanószerkezet – látszólag – célt téveszt, és nem Parks hal meg az autóban, hanem a boldog menyasszony… |     |                                                            |                    |                                                  |                                                                    |                      |          |
| 15 | 6   | „Gyilkosság a műtőasztalon” “A Stitch in Crime”            | Hy Averback        | Shirl Hendryx                                    | 1994. március 28.                                                  | 1973. február 11.    | 74 perc  |
| Dr. Barry Mayfield (Leonard Nimoy), az orvos, aki a munkájának él, megtudja, hogy kollégája, dr. Edmund Hidemann (Will Geer) egy külföldi szívsebészt hív vendégül ahhoz a kutatáshoz kapcsolódóan, amin ők ketten már régóta együtt dolgoztak. A csalódott férfi bosszúra készül kutatótársa ellen, és a véletlen a kezére játszik: pár nap múlva Hidemann szívbillentyű betegség következtében a kezei közé kerül a műtőben, aki felszívódó műtéti fonallal végzi az operációt, arra számítva, hogy így Hidemann rövidesen meghal. A sebész útjából azonban még nem minden akadály tűnt el, ugyanis az egyik műtősnő (Anne Francis), aki segédkezett Hidemann operációjánál, különös összefüggésekre jön rá, ami végül az életébe kerül…                                                    |     |                                                            |                    |                                                  |                                                                    |                      |          |
| 16 | 7   | „Matt két lépésben” “The Most Dangerous Match”             | Edward M. Abroms   | Richard Levinson és William Link                 | 1994. március 8.                                                   | 1973. március 4.     | 74 perc  |
| A briliáns elméjű zseni, a nagyothalló sakknagymester, Emmett Clayton (Laurence Harvey) világhíre és saját büszkesége kerül veszélybe, amikor volt szerelme (Heidi Brühl), a szakításuk miatt érzett bosszútól vezérelve eléri, hogy a férfit nem akárki, hanem egyenesen a nyugalomba vonult, óriási tehetség, a veretlen orosz, Tomlin Dudek (Jack Kruschen) szorongassa meg a sakkasztalnál. Clayton pánikba esik vereségének még csak a lehetőségétől is, és kétségbeesett lépésre szánja el magát: örökre megszabadul aggasztó ellenfelétől, ezért még kettejük döntő játszmája előtt végez a férfival, hogy mentse becsületét. |     |                                                            |                    |                                                  |                                                                    |                      |          |
| 17 | 8   | „Kettős ütés” “Double Shock”                               | Robert Butler      | Jackson Gillis, Richard Levinson és William Link | 1976. június 27. (1. változat) 1994. február 1. (2. változat)      | 1973. március 25.    | 74 perc  |
| A fiatal és csinos Lisa Chambers (Julie Newmar) épp készült hozzámenni a nála jóval idősebb, visszavonult fitnesz-bajnokhoz, Clifford Parishez (Paul Stewart), amikor a férfi meghal, s első látszatra egyszerű szívrohamnak tűnt a hatóságok számára, tekintettel az áldozat életkorára. Ám Columbo valami mást, gyilkosságot sejt az eset mögött, melynek fő gyanúsítottjai egy ikerpár, nevezetesen Dexter és Norman Paris (Martin Landau), az elhunyt iker unokaöccsei, akik valóságos vagyont örökölnének idős nagybátyjuk után… |     |                                                            |                    |                                                  |                                                                    |                      |          |

### Harmadik évad (1973–1974)
| Sor. | Év. | Hivatalos magyar Eredeti angol cím                 | Rendező            | Író                | Magyar vetítés                                                    | Eredeti vetítés      | Játékidő |
| --- | --- | -------------------------------------------------- | ------------------ | ------------------ | ----------------------------------------------------------------- | -------------------- | -------- |
| 18 | 1   | „A gyönyörű gyilkos” “Lovely But Lethal”           | Jeannot Szwarc     | Myrna Bercovici    | 1976. december 5. (1. változat) 1993. december 20. (2. változat)  | 1973. szeptember 23. | 74 perc  |
| Viveca Scott (Vera Miles), a csinos, intelligens és sikeres üzletasszony egy jól menő kozmetikai cég feje, ám amilyen szép, olyan hidegvérű, ha cége jövőjéről van szó. Céljai eléréséhez nem átallja még a saját kollégáját, az ifjú Karl Lessinget (Martin Sheen) is megölni. (Ebben az epizódban is van egy apró szinkronhiba: a reklámanyag készítése közben Ferdy rászól az egyik modellre, hogy ne szorítsa a „szalmaszálat”, holott valójában szívószálról van szó.) |     |                                                    |                    |                    |                                                                   |                      |          |
| 19 | 2   | „Vihar egy pohár borban” “Any Old Port in a Storm” | Leo Penn           | Larry Cohen        | 1977. szeptember 29. (1. változat) 1996. július 31. (2. változat) | 1973. október 7.     | 95 perc  |
| Adrian Carsini (Donald Pleasence), a legnemesebb borok elkötelezett szakértője pánikba esik, amikor féltestvére Rick (Gary Conway) bejelenti, szándékában áll eladni a családi borászatot, hogy a pénzből fedezni tudja közelgő esküvője költségeit. Carsini úgy dönt, örökre eltünteti az útból önző öccsét, a bűntényt pedig balesetnek álcázza majd a rendőrség előtt… |     |                                                    |                    |                    |                                                                   |                      |          |
| 20 | 3   | „A bűn jelöltje” “Candidate for Crime”             | Boris Sagal        | Larry Cohen        | 1977. augusztus 28. (1. változat) 1994. május 2. (2. változat)    | 1973. november 4.    | 98 perc  |
| Nelson Hayward (Jackie Cooper), a tehetséges és ambiciózus szenátorjelölt hűséges kampányfőnöke, Harry Stone (Ken Swofford) kitalál egy álhírt a nyilvánosság számára, hogy ezzel is növelje főnöke népszerűségét és szavazóinak számát. Stone azt hiteti el a sajtóval és a rendőrséggel, hogy a politikus ellenségei gyilkossággal fenyegetőznek, amit a rafinált Hayward végül a saját hasznára fordít, ugyanis amikor megöli kampányfőnökét, aki túl sokat tud róla, mindenki azt fogja hinni, hogy valójában ő volt az igazi célpont… |     |                                                    |                    |                    |                                                                   |                      |          |
| 21 | 4   | „Kettős vágás” “Double Exposure”                   | Richard Quine      | Stephen J. Cannell | 1976. december 31. (1. változat) 1993. november 15. (2. változat) | 1973. december 16.   | 74 perc  |
| Dr. Bart Keppel (Robert Culp) oly módon akar előrébb jutni szakmai téren, hogy főnökét, Victor Norrist (Robert Middleton) zsarolva jogtalan előnyökhöz jut munkahelyén, egy neves reklámcégnél. Ám Norris kezdi megelégelni alkalmazottja telhetetlen viselkedését, de még mielőtt feljelentené Keppelt, a doktor, egy szubliminális üzenet segítségével elteszi láb alól fellázadt főnökét, ráadásul a gyanút a néhai Norris feleségére (Louise Latham) tereli. |     |                                                    |                    |                    |                                                                   |                      |          |
| 22 | 5   | „Kézirat vagy halál” “Publish or Perish”           | Robert Butler      | Peter S. Fischer   | 1993. november 8.                                                 | 1974. január 13.     | 74 perc  |
| Alan Mallory (Mickey Spillane), a felkapott detektívregény-író azzal áll elő kiadója vezetőjének, Riley Greenleafnek (Jack Cassidy), hogy át szeretne szerződni egy másik könyvkiadóhoz, ami cseppet sem tetszik főnökének, így az úgy határoz, végleg kiiktatja Malloryt, akinek mellesleg igen nagy értékű életbiztosítása van… |     |                                                    |                    |                    |                                                                   |                      |          |
| 23 | 6   | „Columbo és az MM7-es robot” “Mind Over Mayhem”    | Alf Kjellin        | Robert Specht      | 1993. szeptember 6.                                               | 1974. február 10.    | 74 perc  |
| Dr. Marshall Cahill (José Ferrer), a zseniális intelligenciájú tudós hidegvérrel megöli egyik munkatársát (Lew Ayres), amikor az megfenyegeti a kutatót, hogy kitálal a sajtónak arról, hogy Cahill fia (Robert Walker Jr.) egy néhai kollégájától lopta el annak egyik tudományos felfedezését. Amikor Columbo nyomozni kezd az ügyben, falakba ütközik, ugyanis Cahill fiának pszichiátere, Ms. Nicholson (Jessica Walter) nem válaszolhat a hadnagy kérdéseire, orvosi titoktartási kötelezettségére hivatkozva. |     |                                                    |                    |                    |                                                                   |                      |          |
| 24 | 7   | „Hattyúdal” “Swan Song”                            | Nicholas Colasanto | Stanley Ralph Ross | 1996. augusztus 21.                                               | 1974. március 3.     | 98 perc  |
| A népszerű és sikeres country-énekes, Tommy Brown (Johnny Cash) a felesége vezette női kórussal lép fel rendszeresen templomi alkalmakon, mivel Edna (Ida Lupino) már-már fanatikus hittérítőként viselkedik, aki már házasságuk kezdete óta zsarolja férjét. Tommy nem akarja, hogy kiderüljön a sajtó számára, egyszer már volt börtönben. Edna a koncerteken befolyt összegek nagyobb részét templomok építésére és egyéb egyházi tevékenységekre költi, ami miatt Brown meggyűlöli az asszonyt, aki azzal is megfenyegeti őt, hogy feljelenti a rendőrségen, ugyanis a férfi egy kiskorú lánnyal töltötte az éjszakát egy eldugott motelban, amire a feleségnek bizonyítéka is van. Az énekesnek elege lesz követelőző és cinikus nejéből, s úgy határoz, megöli a nőt; repülőgép-balesetnek állítja be, amelynek véletlenül pont ő az egyetlen túlélője, ám Edna öccse (Bill McKinney) gyilkosságot gyanít a háttérben, s bejelentést tesz a rendőrségen… |     |                                                    |                    |                    |                                                                   |                      |          |
| 25 | 8   | „Embert barátjáról…” “A Friend in Deed”            | Ben Gazzara        | Peter S. Fischer   | 1977. május 29. (1. változat) 1994. augusztus 15. (2. változat)   | 1974. május 5.       | 98 perc  |
| Hugh Caldwell (Michael McGuire) hirtelen felindulásból megöli a feleségét, mert az megcsalta, de minden előkészület nélkül azonnal első számú gyanúsított lenne, ezért megkéri barátját, Mark Halperint (Richard Kiley), hogy segítsen eltussolni a gyilkosságot. Halperin úgy intézi, hogy betörésnek nézzen ki az eset, miközben a férj igyekszik alibit kreálni magának. Ami azonban még megdöbbentőbb, hogy egy nap sem telik el és Halperin ugyanezt kéri Caldwelltől, Halperin ugyanis gazdag feleségétől (Rosemary Murphy) volt kénytelen megszabadulni. Miután Columbo nekiáll nyomozni hamar gyanússá válik számára Halperin, és ez különösen azért érdekes, mert a férfi Columbo felettese a rendőrségnél. |     |                                                    |                    |                    |                                                                   |                      |          |

### Negyedik évad (1974–1975)
| Sor. | Év. | Hivatalos magyar Eredeti angol cím              | Rendező             | Író                                  | Magyar vetítés                                                      | Eredeti vetítés      | Játékidő |
| --- | --- | ----------------------------------------------- | ------------------- | ------------------------------------ | ------------------------------------------------------------------- | -------------------- | -------- |
| 26 | 1   | „Végzetes gyakorlat” “An Exercise in Fatality”  | Bernard Kowalski    | Larry Cohen                          | 1977. április 30. (1. változat) 1995. április 12. (2. változat)     | 1974. szeptember 15. | 98 perc  |
| A sztori középpontjában a remek fizikummal rendelkező ötvenes férfi, Milo Janus (Robert Conrad) áll, aki rátermett és okos üzletemberként sikeresen kiépített egy egészségközpontokból álló hálózatot. Üzlettársa, Gene Stafford (Philip Bruns) gyanút fog, hogy Janus milyen tisztességtelen tranzakciók árán hozta létre vállalkozásukat, amit a férfi tudtára is ad, aki megijed a lehetséges következményektől, amennyiben Stafford kitálal erről a nyilvánosságnak. A kétségbeesett Janus, hogy védje saját és cége becsületét, végzetes elhatározásra jut: kiiktatja fenyegetést jelentő munkatársát. Már a nyomozás kezdetén sziklaszilárdnak tűnő alibivel szolgál a hadnagy számára, ám Columbo valamiért mégis titkot sejt a háttérben… |     |                                                 |                     |                                      |                                                                     |                      |          |
| 27 | 2   | „Negatív reakció” “Negative Reaction”           | Alf Kjellin         | Peter S. Fischer                     | 1977. szeptember 18. (1. változat) 1995. június 28. (2. változat)   | 1974. október 14.    | 95 perc  |
| Paul Galesko (Dick Van Dyke), a tehetős és ismert fényképész szeretne örökre megszabadulni feleségétől (Antoinette Bower), s azt terveli ki, hogy megrendezi az asszony elrablását, aztán lelövi őt, a gyilkosságot pedig az állítólagos emberrablóra, a börtönviselt Alvin Deschlerre (Don Gordon) keni. Csakhogy Columbo, bár már minden adat Deschler bűnösségét támasztja alá, nem hisz a látszatnak, s tovább vizsgálódik az ügy valós körülményeinek felderítése érdekében. |     |                                                 |                     |                                      |                                                                     |                      |          |
| 28 | 3   | „Hajnali derengés” “By Dawn's Early Light”      | Harvey Hart         | Howard Berk                          | 1995. május 4.                                                      | 1974. október 27.    | 98 perc  |
| Lyle C. Rumford (Patrick McGoohan), a szigorú és hagyománytisztelő ezredes kétségbe esik, amikor az általa irányított, bentlakásos katonai kiképző iskola jövője veszélybe kerül az intézmény alapítójának unokája, William Haynes (Tom Simcox) miatt, aki be akarja záratni az iskolát, s helyére koedukált gimnáziumot építeni. A két férfi mindig is ellenszenvezett egymással, ugyanis Haynes évekkel korábban, kadétként Rumford alatt szolgált, aki kegyetlenül bánt az elkényeztetett, gazdag fiúval. Rumford megpróbálja meggyőzni Haynest, hogy gondolja meg magát elhatározásával kapcsolatban, ám eredménytelenül. Ekkor az ezredes végzetes lépésre szánja el magát, hogy megmentse szeretett iskoláját: meggyilkolja Haynest, s balesetnek álcázza a bűntényt… |     |                                                 |                     |                                      |                                                                     |                      |          |
| 29 | 4   | „Zavaros vizeken” “Troubled Waters”             | Ben Gazzara         | Jackson Gillis és William Driskill   | 1977. január 22. (1. változat) 1994. július 6. (2. változat)        | 1975. február 9.     | 98 perc  |
| Rosanna Wells (Poupée Bocar), az ünnepelt énekesnő részt vesz egy óceáni hajóutazáson Mexikó felé, s az utasok között ott van a nő szeretője is, egy házas ember, akit Rosanna azzal zsarol, felfedi viszonyukat a férfi neje előtt, ha a vagyonos és magas státuszú Hayden Danziger (Robert Vaughn) nem fizet neki tekintélyes összeget, cserébe a hallgatásáért. Danziger azonban nem hagyja magát manipulálni, ezért úgy dönt, a kellemetlen probléma megoldása érdekében, nem pénzzel, hanem más módon hallgattatja el örökre szeretőjét. A gyilkosság elkövetésének időpontjára sziklaszilárd alibit gyártott magának, s a gyanút ügyesen egy bizonyos Lloyd Harringtonra (Dean Stockwell) terelte, aki zongoristaként dolgozik az óceánjáró éttermében. Amikor már-már azt hiszi az elkövető, hogy senki nem tudja majd rábizonyítani a bűntényt, kiderül, hogy szerencsétlenségére az utasok között van az éles eszű Columbo hadnagy is, felesége társaságában, aki épp pihenését tölti. |     |                                                 |                     |                                      |                                                                     |                      |          |
| 30 | 5   | „Visszajátszás” “Playback”                      | Bernard L. Kowalski | David P. Lewis és Booker T. Bradshaw | 1977. február 13. (1. változat) 1993. június 14. (2. változat)      | 1975. március 2.     | 74 perc  |
| Egy jólmenő családi nagyvállalat elnöknője, Margaret Meadis (Martha Scott) egy napon közli vejével, Harold Van Wyckkel (Oskar Werner), hogy le kell mondania a cég vezérigazgatói posztjáról Margaret fia, Arthur (Robert Brown) javára, ám Harold nem hajlandó megválni hatalmától, így elhatározza, hogy végérvényesen eltünteti az útból rosszindulatú anyósát, s így ő maradhat a vállalat élén. |     |                                                 |                     |                                      |                                                                     |                      |          |
| 31 | 6   | „Halálos lelkiállapot” “A Deadly State of Mind” | Harvey Hart         | Peter S. Fischer                     | 1977. augusztus 13. (1. változat) 1993. szeptember 2. (2. változat) | 1975. április 27.    | 74 perc  |
| Dr. Marcus Collier (George Hamilton) egy neves pszichiátriai intézet vezetője, mégis áthág egy fontos orvosetikai szabályt azzal, hogy titokban viszonyt folytat egyik páciensével, Nadia Donnerrel (Lesley Ann Warren), akinek a férje (Stephen Elliott) tudomást szerez neje hűtlenségéről, s megfenyegeti a doktort: ország-világ elé tárja, hogy etikálatlan orvosként viselkedett, ami bizonyosan szétzúzná Collier karrierjét. A ravasz pszichiáter elhatározza, végleg eltünteti az útból fenyegetőző vetélytársát… |     |                                                 |                     |                                      |                                                                     |                      |          |

### Ötödik évad (1975–1976)
| Sor. | Év. | Hivatalos magyar Eredeti angol cím                             | Rendező          | Író              | Magyar vetítés                                                   | Eredeti vetítés      | Játékidő |
| --- | --- | -------------------------------------------------------------- | ---------------- | ---------------- | ---------------------------------------------------------------- | -------------------- | -------- |
| 32 | 1   | „Elfelejtett hölgy” “Forgotten Lady”                           | Harvey Hart      | William Driskill | 1978. augusztus 26. (1. változat) 1994. május 10. (2. változat)  | 1975. szeptember 14. | 98 perc  |
| Grace Wheeler Willis (Janet Leigh) egykor híres színész- és táncosnő volt, mostanában viszont már visszavonultan éli életét férje (Sam Jaffe) oldalán. Úgy gondolja ideje visszatérnie a rivaldafénybe, de dúsgazdag orvos férje ellenzi az elképzeléseit. Az asszony azonban nem enged karrierje újraindításából, ezért elteszi az útból akadályt jelentő férjét… |     |                                                                |                  |                  |                                                                  |                      |          |
| 33 | 2   | „Diplomáciai mentesség” “A Case of Immunity”                   | Ted Post         | James Menzies    | 1994. január 17.                                                 | 1975. október 12.    | 74 perc  |
| Egy arab diplomata, bizonyos Hassan Salah (Héctor Elizondo) azt tervezi, végleg megszabadul ellenfelétől, a szintén arab származású Youssef Alafa (André Lawrence) nevű vezértől, a gyilkosságot pedig egy rivális terrorszervezet merényleteként fogja feltüntetni a hatóságok előtt. Ördögi tervéhez nem átallja még jó barátját, Rachman Habibot (Sal Mineo) is felhasználni, aki, miután tudtán kívül Salah segítségére volt, nem is sejti, hogy ő lesz a gátlástalan gazember következő áldozata. Az ifjú király (Barry Robins) segítségével Columbo ráveszi, hogy mondjon le immunitásáról, akkor legalább életben marad. |     |                                                                |                  |                  |                                                                  |                      |          |
| 34 | 3   | „Személycsere” “Identity Crisis”                               | Patrick McGoohan | William Driskill | 1978. július 30. (1. változat) 1996. december 11. (2. változat)  | 1975. november 2.    | 98 perc  |
| A jól szituált Nelson Brenner (Patrick McGoohan) környezete szemében egy tehetséges reklámtanácsadó, ám van egy másik élete is, amiben mint álcázott kém tevékenykedik hazája szolgálatában. Egykori munkatársát, egy bizonyos Geronimo fedőnevű férfit (Leslie Nielsen) azzal bízza meg, hogy szerezzen meg egy nemzetbiztonsági szempontból rendkívül fontos mikrofilmet, csakhogy a küldetés teljesítése gyilkolással is együtt jár, amit rafinált módon egy egyszerű utcai rablásnak kell álcáznia… |     |                                                                |                  |                  |                                                                  |                      |          |
| 35 | 4   | „Becsületbeli ügy” “A Matter of Honor”                         | Ted Post         | Brad Radnitz     | 1978. augusztus 26. (1. változat) 1994. július 18. (2. változat) | 1976. február 1.     | 71 perc  |
| Luis Montoya (Ricardo Montalbán) híres, visszavonult mexikói torreádor, aki ma is büszke elért eredményeire. Egyik nap egy megvadult bika szabadul ki az arénában Montoya birtokán és megsebesíti Montoya egyik régi barátjának, Hectornak (Robert Carricart) a fiát, Currót (A Martinez). Montoya megpróbálja megállítani a bikát, ám a bika közeledtére leblokkol, sokkot kap. Hectornak kell közbelépnie, aki sikeresen vissza is zavarja az állatot. Currót kórházba szállítják, Montoya viszont úgy érzi a becsületén esne csorba, ha kiderülne mi történt, ezért el kell tennie Hectort láb alól. Úgy intézi, hogy Hector halála a bika támadásának látszódjon, de az épp Mexikóban nyaraló Columbónak, aki besegít a nyomozásba, rögtön gyanús lesz az ügy… |     |                                                                |                  |                  |                                                                  |                      |          |
| 36 | 5   | „A szemfényvesztő” “Now You See Him…”                          | Harvey Hart      | Michael Sloan    | 1996. május 29.                                                  | 1976. február 29.    | 86 perc  |
| A híres illuzionista és bűvész, Santini (Jack Cassidy) egyik előadása közben beoson üzlettársa, Jesse Jerome (Nehemiah Persoff) irodájába és lelövi a férfit, aki már több éve zsarolta őt, mivel a bűvész múltjával kapcsolatban kényes információk jutottak a birtokába, amik ha kitudódnának, börtönbe juttathatnák őt. Santini, aki már-már azt hitte, elkövette a tökéletes gyilkosságot, melynek időpontjára megdönthetetlennek látszó alibit kreált magának, szembekerül a briliáns logikájú hadnaggyal, akinek a végén azért mégiscsak sikerül rábizonyítania a bűntényt… |     |                                                                |                  |                  |                                                                  |                      |          |
| 37 | 6   | „Utolsó üdvözlet a kapitánynak” “Last Salute to the Commodore” | Patrick McGoohan | Jackson Gillis   | 1980. augusztus 3. (1. változat) 1994. december 3. (2. változat) | 1976. május 2.       | 92 perc  |
| Otis Swanson (John Dehner) egy jachtcég gazdag tulajdonosa, aki minden jel szerint vízbe fulladt egy hajóbaleset során. Columbo azonban gyanúsnak találja a halál körülményeit, főleg azért, mert több rokon is ácsingózott az öregúr vagyonára. A szimata alapján Swanson kapzsi sógorára, Charles Clayre (Robert Vaughn) gyanakszik, okkal, mivel neki is köze van a halálesethez, ám váratlanul valaki Clayt is elteszi láb alól… |     |                                                                |                  |                  |                                                                  |                      |          |

### Hatodik évad (1976–1977)
| Sor. | Év. | Hivatalos magyar Eredeti angol cím                                         | Rendező             | Író                  | Magyar vetítés                                               | Eredeti vetítés    | Játékidő |
| --- | --- | -------------------------------------------------------------------------- | ------------------- | -------------------- | ------------------------------------------------------------ | ------------------ | -------- |
| 38 | 1   | „Két detektív, egy gyilkosság” “Fade in to Murder”                         | Bernard L. Kowalski | Henry Garson         | 1993. december 8.                                            | 1976. október 10.  | 73 perc  |
| Ward Fowler (William Shatner), a népszerű sorozatsztár kezd ráunni producerére, Claire Daley-re (Lola Albright), aki egyben a szeretője is a férfinak, s aki már évek óta sakkban tartja egy múltbéli cselekedete miatt. A mindenre elszánt színész végül úgy dönt, megöli egykori kedvesét, a gyilkosságot pedig rablótámadásként tünteti föl, ám arra még Fowler sincs felkészülve, hogy az ügyet pont a dörzsölt, sokat látott és tapasztalt Columbo hadnagy kapja meg.                                  |     |                                                                            |                     |                      |                                                              |                    |          |
| 39 | 2   | „Régimódi gyilkosság” “Old Fashioned Murder”                               | Robert Douglas      | Lawrence Vail        | 1993. október 4.                                             | 1976. november 28. | 73 perc  |
| Ruth (Joyce Van Patten) és Edward Lytton (Tim O'Connor) egész életükben közösen igazgatták a családi múzeumot, de mostanában nem megy túl jól az üzlet. Edward ezért szeretné eladni a létesítményt, Ruth azonban a testvérgyilkosságtól sem riad vissza, hogy megtartsa szülei hagyatékát, amire fiatalságát áldozta… |     |                                                                            |                     |                      |                                                              |                    |          |
| 40 | 3   | „A szuperintelligens gyilkos csődje” “The Bye-Bye Sky High IQ Murder Case” | Sam Wanamaker       | Robert Malcolm Young | 1983. május 29. (1. változat) 1993. július 26. (2. változat) | 1977. május 22.    | 70 perc  |
| Oliver Brandt (Theodore Bikel) kimagasló intelligenciájú ember, akinek a felesége (Samantha Eggar) azonban igencsak költekező életmódot folytat. Brandt szeretné megtartani az asszonyt, ezért elsikkasztja cége ügyfeleinek a pénzét. Miután üzleti partnere, Bertie Hastings (Sorrell Booke) rájön Brandt mesterkedéseire, megfenyegeti, hogy kitálalja őket, ezért Brandt zseniális tervet eszel ki, hogy eltegye láb alól Bertie-t. Csak azzal nem számol, hogy Columbónak talán nála is több esze van… |     |                                                                            |                     |                      |                                                              |                    |          |

### Hetedik évad (1977–1978)
| Sor. | Év. | Hivatalos magyar Eredeti angol cím                 | Rendező        | Író              | Magyar vetítés                                                 | Eredeti vetítés    | Játékidő |
| --- | --- | -------------------------------------------------- | -------------- | ---------------- | -------------------------------------------------------------- | ------------------ | -------- |
| 41 | 1   | „Kapj el, ha tudsz!” “Try and Catch Me”            | James Frawley  | Gene Thompson    | 1994. április 26.                                              | 1977. november 21. | 70 perc  |
| Abigail Mitchell (Ruth Gordon), a híres krimiírónő szentül meg van győződve arról, hogy unokahúga haláláért annak férje, Edmund Galvin (Charles Frank) a felelős. Ezután számára csak egyetlen dolog ad értelmet az életnek: megbosszulni unokahúga tragikus halálát, így adandó alkalommal megtervezi és végrehajtja a majdnem tökéletes bűntényt… |     |                                                    |                |                  |                                                                |                    |          |
| 42 | 2   | „Az ínyenc gyilkos” “Murder Under Glass”           | Jonathan Demme | Robert van Scoyk | 1994. január 25.                                               | 1978. január 30.   | 71 perc  |
| Paul Gerard (Louis Jourdan), a neves és ismert, minden hájjal megkent, kiváló ételkritikus már évek óta a markában tartja Los Angeles egyik legtehetősebb étterem tulajdonosát (Michael V. Gazzo), aki kénytelen rendszeresen fizetni a szakértőnek, hogy az dicsérő kritikát jelentessen meg étterméről az újságokban és a tévében, s így elkerülje vállalkozása csődbemenetelét, csakhogy az üzletember egy napon megelégeli az állandó zsarolást, s megfenyegeti a gasztronómiai szakembert, hogy feljelenti őt a rendőrségen, amit Gerard természetesen nem engedhet, így végső megoldásra szánja el magát: gyilkolni fog, hogy mentse az irháját.                                                        |     |                                                    |                |                  |                                                                |                    |          |
| 43 | 3   | „Ölj meg, ölelj meg!” “Make Me a Perfect Murder”   | James Frawley  | Robert Blees     | 1996. december 30.                                             | 1978. február 25.  | 94 perc  |
| Kay Freestone (Trish Van Devere), aki éveken át lelkiismeretesen, kötelességtudóan végezte munkáját egy tévétársaság középvezetőjeként, jogosan reménykedett abban, hogy hamarosan előléptetik, elvégre a nő egy ideje már főnöke (Laurence Luckinbill) szeretője volt. Azonban legnagyobb megdöbbenésére pont szerelme az, aki meggátolja munkahelyi előmenetelét, gúnyt űzve ezzel barátnőjéből, aki sértettségében elhatározza, bosszút áll szeretőjén: megöli a férfit egy pisztollyal. Kaynek a gyilkosság időpontjára megdönthetetlennek látszó alibije van, ami rendkívül megnehezíti a nyomozással megbízott hadnagy dolgát, aki nem csupán a nőt, hanem másokat is megnevez lehetséges elkövetőként. |     |                                                    |                |                  |                                                                |                    |          |
| 44 | 4   | „Gyilkosság telefonhívásra” “How to Dial a Murder” | James Frawley  | Anthony Lawrence | 1982. május 16. (1. változat) 1993. november 22. (2. változat) | 1978. április 15.  | 70 perc  |
| A sikeres és köztiszteletnek örvendő pszichológus-agyterapeuta, dr. Eric Mason (Nicol Williamson) betanítja két harcikutyáját, felhasználva őket egy előre eltervezett, rafinált gyilkosság végrehajtására, ahol az áldozat nem más, mint dr. Charles Hunter (Joel Fabiani), Mason legjobb barátja, akin azért akar bosszút állni a pszichológus, mert Mason néhai felesége, aki nem sokkal korábban lett öngyilkos, egy ideig titkos viszonyt folytatott Hunterrel. |     |                                                    |                |                  |                                                                |                    |          |
| 45 | 5   | „Az összeesküvők” “The Conspirators”               | Leo Penn       | Pat Robison      | 1994. december 21.                                             | 1978. május 13.    | 93 perc  |
| Joe Devlin (Clive Revill), az ismert író-előadó társaival az északír forradalmároknak csempésznek fegyvert. A legújabb fegyverszállítmányt lebonyolító fegyverkereskedő (Albert Paulsen) azonban át akarja verni Devlinéket, ezért az lelövi a férfit. Miután Columbo elkezd nyomozni az ügyben, Devlinnek nemcsak az okvetetlenkedő nyomozó okoz fejfájást, de még új fegyverszállítmányról is gondoskodnia kell… |     |                                                    |                |                  |                                                                |                    |          |

### Nyolcadik évad (1989)
| Sor. | Év. | Hivatalos magyar Eredeti angol cím                            | Rendező       | Író                    | Magyar vetítés                     | Eredeti vetítés   | Játékidő |
| --- | --- | ------------------------------------------------------------- | ------------- | ---------------------- | ---------------------------------- | ----------------- | -------- |
| 46 | 1   | „Columbo a guillotine alatt” “Columbo Goes to the Guillotine” | Leo Penn      | William Read Woodfield | 1991 (VHS) 1996. november 13. (TV) | 1989. február 6.  | 89 perc  |
| Max Dyson (Anthony Zerbe) ismert bűvész volt, amíg saját műhelyében, saját speciális guillotine-ja le nem fejezte. Columbónak azonnal gyanús lesz az ügy, és nyomozása során eljut egy állítólagos médiumhoz, Elliott Blake-hez (Anthony Andrews), akinek, mint a hadnagy kideríti igencsak volt indoka eltenni láb alól Dysont, és akinek különleges képességeit kis gyakorlással még Columbo is képes birtokolni… (A magyar szinkronos verzióban a „psychic” (helyesen: „látnok”) kifejezést tévesen „pszichológusnak” fordították.) |     |                                                               |               |                        |                                    |                   |          |
| 47 | 2   | „Gyilkosság, füst és árnyak” “Murder, Smoke and Shadows”      | James Frawley | Richard Alan Simmons   | 1994. szeptember 12.               | 1989. február 27. | 91 perc  |
| Alex Bradeyhez (Fisher Stevens), a sikeres ifjú rendezőhöz egy nap bekopog régi barátja, Leonard Fisher (Jeff Perry), hóna alatt egy filmmel, amin Bradey pályája kezdetén, egy forgatáson meghal Fisher húga, és a kétségbeesett fiatal rendező hagyja a lányt meghalni. Amikor Fisher megtudja mi is történt voltaképp, bosszúból tönkre akarja tenni a neves rendező karrierjét, aki ezért megöli… |     |                                                               |               |                        |                                    |                   |          |
| 48 | 3   | „A nős detektív és a szex” “Sex and the Married Detective”    | James Frawley | Jerry Ludwig           | 1995. március 9.                   | 1989. április 3.  | 91 perc  |
| Dr. Joan Allenby (Lindsay Crouse), a híres szexuálterapeuta elköszön szeretőjétől és üzlettársától (Stephen Macht), mert elutazik egy konferenciára, ám a repülő a köd miatt nem tud felszállni, ezért visszamegy. Ott azonban kellemetlen meglepetés éri: a férfi egy másik nővel hentereg az ágyban és mit sem tudva, hogy az asszony kihallgatja őket gúnyolódnak rajta. A sértett önérzetű asszony példás bosszút forral: néhány napra rá egy alibit biztosító rendezvényről elszökve, magát parókával elmaszkírozva ismeretlenül felcsípi mit sem sejtő csélcsap szeretőjét, aki hamar lépre megy, hogy a remélt együttlét előtt az asszony felfedje előtte kilétét és golyót röpítsen belé… |     |                                                               |               |                        |                                    |                   |          |
| 49 | 4   | „A nagy elterelő hadművelet” “Grand Deceptions”               | Sam Wanamaker | Sy Salkowitz           | 1994. augusztus 1.                 | 1989. május 1.    | 91 perc  |
| Az áldozat ezúttal nem más, mint egy katonatiszt, bizonyos Lester Keegan (Andy Romano), aki igen gyanús körülmények között halt meg egy kiképzőtábor vezetőjeként, miután titkos üzelmekről szerzett tudomást. Az üzelmekhez kötődő gyilkos, Frank Brailie ezredes (Robert Foxworth) olyan ügyesen intézte tettét, hogy még a rendőrségnek is úgy tűnik, baleset történt, s a férfi az egyik éjszakai ellenőrző sétája során véletlenül aknára lépett, ám Columbo természetesen még közel sem tekinti lezártnak az ügyet. |     |                                                               |               |                        |                                    |                   |          |

### Kilencedik évad (1989–1990)
| Sor. | Év. | Hivatalos magyar Eredeti angol cím                                 | Rendező          | Író                    | Magyar vetítés       | Eredeti vetítés    | Játékidő |
| --- | --- | ------------------------------------------------------------------ | ---------------- | ---------------------- | -------------------- | ------------------ | -------- |
| 50 | 1   | „Gyilkosság mint önarckép” “Murder, a Self Portrait”               | James Frawley    | Robert Sherman         | 1994. szeptember 26. | 1989. november 25. | 89 perc  |
| Max Barsini (Patrick Bauchau), a felkapott festőművész és javíthatatlan nőcsábász első feleségét, Louise-t (Fionnula Flanagan) holtan találják a tengerben, minden jel szerint baleset történt, s az asszony nyilván megfulladt. A nő halálával az addigi szerelmi négyszögnek már csak három tagja maradt, Max, második felesége, Vanessa (Shera Danese), és a festő legújabb modellje, a fiatal és vonzó Julie (Isabel García Lorca), akiknek már kezd elegük lenni Max döntésképtelen és önző természetéből, aki nem tud dönteni, kivel éljen inkább, mivel azt állítja, mindkettőjüket szereti, s mindkettőhöz egyformán ragaszkodik. Columbónak egy idő után igen gyanússá válik Max alibije, aki a gyilkosság időpontjában állítólag éppen egy képet festett. Végül a valódi gyilkos személyét pont az áldozat, Louise buktatja le, aki a Maxszal kapcsolatos rémálmait megosztotta pszichiáterével (George Coe) is, aki egy ideje már a szeretője volt az asszonynak. Bizalmas beszélgetéseiket a doktor magnóra is felvette, amiket a hadnagy egyenként kielemez az ügy megoldása érdekében.                                                                                                   |     |                                                                    |                  |                        |                      |                    |          |
| 51 | 2   | „Columbo farkast kiált” “Columbo Cries Wolf”                       | Daryl Duke       | William Read Woodfield | 1996. november 27.   | 1990. január 20.   | 92 perc  |
| A híres divatmagazin-tulajdonosnak, Diana Hunternek (Deidre Hall) egyik este titokzatos módon nyoma vész, elképzelhető, hogy meg is ölték. Columbo hadnagynak és embereinek kell kiderítenie hova tűnt. A hadnagy sejti, hogy minden valószínűség szerint a nő fotós élet- és üzlettársa, Sean Brantley (Ian Buchanan) lehet a tettes, mivel a nő a lap eladásáról tárgyalt, és ezután a férfinak nem lett volna maradása a szép modellekkel teli luxusvillában. Viszont akárhogy is próbálkozik, még a birtok átkutatásával sem sikerül értékelhető nyomra, vagy a nő tetemére bukkannia, amit sejtése szerint Brantley ott rejtett el. Hiába bizonygatja a férfi, hogy a nő csak külföldre utazott, a hadnagy nem hisz neki, amíg aztán egyszer csak elő nem kerül épen és egészségesen. A lóvá tett Columbo azonban azt is tudja, hogy a történetnek még nincs vége, és amikor másodszor tűnik el a nő, pontosan tudja mi történt… (az epizódban az általában szégyenlős Columbo tőle szokatlanul kokettál a csinos titkárnővel; '…teljesen szétszórt vagyok!' – mondja az, mire Columbo válasza: 'Én szívesen összeszedném…' Ez a mondat az eredetiben nem is szerepel, a magyar szinkron tréfája) |     |                                                                    |                  |                        |                      |                    |          |
| 52 | 3   | „Egy falatka sajt” “Agenda for Murder”                             | Patrick McGoohan | Jeffrey Bloom          | 1994. augusztus 29.  | 1990. február 10.  | 92 perc  |
| Oscar Finch (Patrick McGoohan), a nagymenő ügyvéd és Paul Mackey (Denis Arndt) képviselőjelölt sikeres politikai út előtt állnak, de évekkel korábban egy szélhámosnak, Frank Staplinnek (Louis Zorich) loptak el fontos iratokat. Staplinnek egy másik ügy miatt bíróság elé kell állnia, és Finchet kéri védőnek. Finch számára elég kellemetlen ez az ügy, de más segítséget nem óhajt Staplin elfogadni, és zsarolni kezdi Finchet a korábbi afférral. Finch lelövi, aztán a halott kezébe teszi a pisztolyt, s mindent úgy rendez, mintha Staplin önkezével vetett volna véget életének. |     |                                                                    |                  |                        |                      |                    |          |
| 53 | 4   | „Nyugodjék békében, Columbo asszony” “Rest in Peace, Mrs. Columbo” | Vincent McEveety | Peter S. Fischer       | 1996. január 10.     | 1990. március 31.  | 93 perc  |
| Vivien Dimitri (Helen Shaver) férje meghalt a börtönben, miután Columbo hadnagy letartóztatta gyilkosságért, amit egy sikkasztási ügy miatt követett el. Az asszony beleőrült a veszteségbe, ezért elhatározza, hogy mindenkit megbüntet, akinek szerinte köze van a férje halálához. Először a férje egykori üzlettársát (Edward Winter) teszi el láb alól, aki anno nem akart segíteni a férjének kimászni a bajból, részben azért is, hogy közel kerüljön az asszony kegyeihez. Az asszony terve alapján a gyilkossági ügyet Columbo hadnagy kapja, aki kezdetben nem is sejti, hogy az asszony következő célpontja az ő felesége. |     |                                                                    |                  |                        |                      |                    |          |
| 54 | 5   | „Fogas kérdés” “Uneasy Lies the Crown”                             | Alan J. Levi     | Steven Bochco          | 1995. szeptember 27. | 1990. április 28.  | 92 perc  |
| Wesley Coremant (James Read), a rengeteg adósságot felhalmozó, link fogorvost megfenyegeti az apósa (Paul Burke), hogy kiteszi a szűrét a jól menő fogorvosi vállalkozásából, ezért Coreman úgy intézi, hogy a felesége szeretője, a híres színész Adam Evans (Marshall R. Teague), aki pont aznap hivatalos hozzá vizsgálatra, meghaljon a felesége szívgyógyszerének túladagolásában, amikor azok együtt vannak. A gyógyszer nagy adagját a férfi fogkoronája alá helyezi el titokban, hogy majd este, amikor kettesben lesznek, akkor oldódjon ki a szer. Ezután az otthoni telefont is átállítja, hogy a segélyhívó a barátja lakásán csörögjön, ahol majd ő kártyázik, és fogadja a felesége segélyhívását, így odamehet és segíthet a halálra vált nőn Evans holttestének eltüntetésével, a nő pedig meg lesz győződve arról, hogy az ő hibájából halt meg a férfi, mivel korábban már történt hasonló eset. Így a történtek után Coreman a szerető férj szerepében tetszelegve ismét elnyerheti apósa bizalmát. A rafinált terv menetrend szerint le is zajlik, csakhogy ahol Columbo nyomoz, ott a legrafináltabb tervek is csődöt mondanak…                                                   |     |                                                                    |                  |                        |                      |                    |          |
| 55 | 6   | „Gyilkosság Malibuban” “Murder in Malibu”                          | Walter Grauman   | Jackson Gillis         | 1996. szeptember 5.  | 1990. május 14.    | 90 perc  |
| Az USA egyik legsikeresebb és legfelkapottabb regényírónőjét, Teresa Gorent (Janet Margolin) otthonában valaki lelövi, s Columbo természetesen azonnal nyomozásba fog, hogy kézre kerítse a tettest. A nyomok egyértelműen az áldozat vőlegényéhez, a profi teniszjátékos Wayne Jenningshez (Andrew Stevens) vezetnek, és a hadnagy furfangos eszközökkel rá is veszi a férfit, hogy beismerje a gyilkosságot, ám az ügynek itt még koránt sincs vége, mivel Columbo arra a következtetésre jut, hogy amikor Jennings belelőtt Teresába, akkorra a lány már rég halott volt, így a férfi tulajdonképpen nem is követett el emberölést, ám ha ez valóban így volt, akkor mégis ki és miért ölte meg az írónőt? Miután ejtették a vádat Jennings ellen, a hadnagy megkéri, segítsen neki kideríteni a valódi gyilkos kilétét, akiről a végén kiderül, hogy közelebb volt hozzájuk, mint azt képzelték… |     |                                                                    |                  |                        |                      |                    |          |

### Tizedik évad (1990–2003)
| Sor. | Év. | Hivatalos magyar Eredeti angol cím                                                                 | Rendező          | Író                                        | Magyar vetítés               | Eredeti vetítés    | Játékidő |
| --- | --- | -------------------------------------------------------------------------------------------------- | ---------------- | ------------------------------------------ | ---------------------------- | ------------------ | -------- |
| 56 | 1   | „Columbo a rendőrakadémián” “Columbo Goes to College”                                              | E. W. Swackhamer | Frederick King Keller és Jeffrey Bloom     | 1996. február 28. (MTV1)     | 1990. december 9.  | 90 perc  |
| A dörzsölt és tapasztalt hadnagyot vendégelőadóként hívják meg a Los Angeles-i rendőrakadémiára, ahol két merész és intelligens hallgató, Justin Rowe (Stephen Caffrey) és Cooper Redman (Gary Hershberger) nem csupán elméletben, hanem gyakorlatban is szeretné bebizonyítani saját magának, hogy ők bizony túl tudnak járni Columbo eszén, s képesek arra, hogy profi módon kivitelezzenek egy valódi gyilkosságot is, aminek célpontja az a tanáruk (James Sutorius), aki csalás miatt ki akarja csapatni őket az akadémiáról. |     | |                  |                                            |                              |                    |          |
| 57 | 2   | „Vigyázat: a gyilkosság ártalmas az egészségre!” “Caution: Murder Can Be Hazardous to Your Health” | Daryl Duke       | Sonia Wolf, Patricia Ford és April Raynell | 1995. november 15. (MTV1)    | 1991. február 20.  | 87 perc  |
| Budd Clarke (Peter Haskell) nem bírja megemészteni, hogy egykori sikeres műsorvezetői helyét Wade Anders (George Hamilton) vette át. Megpróbálja úgy eltüntetni az útból, hogy megzsarolja egy fiatalkori pornófilmjével. Meghívja magához Anderst, hogy a lemondásáról tárgyaljanak, ekkor Anders túladagolja a nikotint Clarke cigarettájában, hogy a halála közönséges nikotinmérgezésnek tűnjön… |     | |                  |                                            |                              |                    |          |
| 58 | 3   | „Columbo és a rocksztár gyilkosa” “Columbo and the Murder of a Rock Star”                          | Alan J. Levi     | William Read Woodfield                     | 1996. október 17. (MTV1)     | 1991. április 29.  | 92 perc  |
| Hugh Creighton (Dabney Coleman) korosodó híres és sikeres védőügyvéd, a szakmájában eddig semmi és senki nem tudott kifogni rajta. A magánélete azonban merő kudarc: könnyűvérű fiatal rocksztár élettársa (Cheryl Paris) ismét együtt kavar korábbi szeretőjével (Julian Stone), amit a férfi igencsak nehezen visel el. Szeretne megszabadulni a nőtől, de az ragaszkodik az ügyvéddel való kapcsolatához is, és ennek érdekében még meg is zsarolja a férfit annak korábbi illegális húzásaival. Creighton ezért úgy határoz, hogy megöli a nőt és a gyilkosságot a szeretője nyakába varrja… |     | |                  |                                            |                              |                    |          |
| 59 | 4   | „A főnyeremény: halál” “Death Hits the Jackpot”                                                    | Vincent McEveety | Jeffrey Bloom                              | 1995. január 25. (MTV1)      | 1991. december 15. | 93 perc  |
| Freddy Brower (Gary Kroeger), az anyagi gondokkal küszködő fotós megüti a lottófőnyereményt, de mivel válófélben van, nem akarja a nejével megosztani a pénzt. Felkeresi ékszerkereskedő nagybátyját (Rip Torn), aki pont azon a napon ment tönkre, hogy helyette ő vegye fel a nyereményt. Noha tíz százalék részesedést ígér, a férfi szövetkezik a fotós feleségével (Jamie Rose), és a nyereményért megöli unokaöccsét. Ebben a részben is van egy szinkronhibás jelenet, amiben egy bizonyos German Shepherd őrzi a pénzt. Mivel ilyen nevű karakter nem létezik a filmben, alighanem az angol nyelvű változatban egy német juhászkutyára hivatkoznak. |     | |                  |                                            |                              |                    |          |
| 60 | 5   | „Ölni már nincs idő” “No Time to Die”                                                              | Alan J. Levi     | Ed McBain                                  | 1994. október 26. (MTV1)     | 1992. március 15.  | 88 perc  |
| Columbo Andy Parmának (Thomas Calabro), szintén rendőr unokaöccsének esküvőjén vesz részt, ahol a fiú egy híres modellnek, Melissa Haysnek (Joanna Going) mondja ki a boldogító igent, ám még aznap este, a nászéjszakán a menyasszony eltűnik a szállodából, mialatt az ifjú férj letusol. Miután észreveszi, hogy a lány eltűnt haladéktalanul értesíti nagybátyját, aki a többi rendőrrel forró nyomon kezdi meg a lány keresését. Kezdetben nem tudják, hogy Melissát egy háborodott rajongója (Daniel McDonald) rabolta el, akinek terve, hogy végül közösen távozzanak a másvilágra, ezért Columbónak és társainak igyekezniük kell, hogy mihamarabb megtalálják a lányt… |     | |                  |                                            |                              |                    |          |
| 61 | 6   | „Jobb ma egy veréb…” “A Bird in the Hand…”                                                         | Vincent McEveety | Jackson Gillis                             | 1995. február 22. (MTV1)     | 1992. november 22. | 90 perc  |
| Egy Las Vegas-i bukméker halállal fenyegeti a szerencsejáték-függő, könnyelmű aranyifjút, Harold McCaint (Greg Evigan), aki már egy vagyonnal tartozik neki, rosszul sikerült fogadásai miatt. McCain, hogy mihamarabb pénzhez jusson, kiterveli, hogy felrobbantja gazdag nagybátyja, becenevén Big Fred (Steve Forrest) autóját, hogy az örökségéből rendezni tudja majd tartozását, ám a sors másként dönt, mivel pont aznap, amikor Harold készül végrehajtani ördögi tervét, bácsikáját valaki halálra gázolja szokásos reggeli kocogása közben. Erre unokaöccse pánikba esik, s nagybátyja házához siet, hogy hatástalanítsa annak autójára erősített bombáját, mielőtt valaki észrevenné, ám ott épp összetalálkozik a nyomozást megkezdő Columbóval, aki akkor arra kéri az elhunyt férfi kertészét, hogy álljon be az autóval a garázsba, mire a bomba felrobban… |     | |                  |                                            |                              |                    |          |
| 62 | 7   | „Nehéz ügy” “It's All in the Game”                                                                 | Vincent McEveety | Peter Falk                                 | 2001. május 30. (TV2)        | 1993. október 31.  | 92 perc  |
| Nick Franco (Armando Pucci) igazi szépfiú a nőknél, valójában számító, pénzsóvár, erőszakos alak. Rómában ismerkedik össze egy fiatal hölggyel, Lisával (Claudia Christian), akit utána kihasznál, sőt néha meg is ver. Amikor tudomást szerez Lisa anyjáról, Lauren Statonról (Faye Dunaway), aki gazdag színésznő, Los Angelesbe repül, hogy az ő vagyonára is rátehesse a kezét. Lisa leveleiből értesül anyja új szeretőjéről, ezért ő is odarepül, hogy figyelmeztesse, de a férfi életveszélyesen megfenyegeti: megöli, ha bármit tesz. Anya és lánya nem teketóriáznak, elteszik láb alól az erőszakos frátert, majd miután Columbo elkezd nyomozni az ügyben, a vonzó nő megpróbálja elcsábítani a hadnagyot, hogy elterelje figyelmét a nyomokról, amik a lányához vezetnék. |     | |                  |                                            |                              |                    |          |
| 63 | 8   | „Pillangó a sötétség árnyékában” “Butterfly in Shades of Grey”                                     | Dennis Dugan     | Peter S. Fischer                           | 1996. április 10. (MTV1)     | 1994. január 10.   | 89 perc  |
| Az aljas Fielding Chase (William Shatner) rádiós műsorvezető nagy élvezetet talál abban, ha híres közéleti személyiségeket tehet tönkre. Fogadott lánya (Molly Hagan) iránt azonban szerelmet érez, és amikor egyik, egyébként homoszexuális riportere (Jack Laufer) segíteni akar a lányának, hogy érvényesülhessen íróként, megöli a férfit a saját lakásán. Amint elhagyja a házat, felhívja a rendőrséget rádiótelefonon, és bejelenti a gyilkosságot, mondván otthonról beszélt a riporterrel, amikor valaki megölte, ezzel akarva alibit szerezni magának… |     | |                  |                                            |                              |                    |          |
| 64 | 9   | „Titkos ügyek” “Undercover”                                                                        | Vincent McEveety | Ed McBain                                  | 2001. május 29. (TV2)        | 1994. május 2.     | 90 perc  |
| Egy bűnügyi helyszínen a rendőrség két holttestet talál. A jelek szerint a két férfi egymással végzett, ám az okot még homály fedi, Columbo viszont egyikük kezében egy fényképdarabra bukkan. Nem sokkal később egy biztosítási ügynök (Ed Begley Jr.) keresi fel a hadnagyot, aki szerint a két halott férfinak közük lehetett egy hat évvel azelőtti bankrabláshoz, ahol négy bűnöző összesen 4 millió dollárnyi készpénzt zsákmányolt. Szerinte a fényképdarabkák összeillesztésével fény derülhet a rabolt pénz rejtekhelyére. Nyolc puzzle darabot kell tehát előkerítenie Columbónak, nyolc különböző embertől, a bankrablók hozzátartozóitól, ami közel sem egyszerű feladat, nem is beszélve arról, milyen hosszadalmas út vezet a rejtély megoldásáig. A hadnagy álruhát ölt és inkognitóban kezd el nyomozni az ügyben. Nyomozását közben halottak kísérik, azok, akiknél Columbo a fényképdarabok után kutat.                                                                                             |     | |                  |                                            |                              |                    |          |
| 65 | 10  | „Testvéri szeretet” “Strange Bedfellows”                                                           | Vincent McEveety | Lawrence Vail                              | 2000. augusztus 6. (TV2)     | 1995. május 8.     | 90 perc  |
| Graham McVeigh (George Wendt) jól jövedelmező lóverseny-istállót üzemeltet kiterjedt birtokán, s közben még öccsére, a csélcsap, szerencsejáték-függő Teddyre (Jeff Yagher) is oda kell figyelnie, aki folyton bajba keveredik kétes alvilági kapcsolatai miatt, s mindig tele van adóssággal, amiket rendre bátyjával fizettet ki, veszélybe sodorva ezzel családi örökségüket. Graham egy napon megelégeli Teddy zűrös ügyeit és kegyetlen lépésre szánja el magát: végez öccsével, s az esetet úgy tünteti fel, mintha maffialeszámolás lett volna… |     | |                  |                                            |                              |                    |          |
| 66 | 11  | „A végzetes nyom” “A Trace of Murder”                                                              | Vincent McEveety | Charles Kipps                              | 2001. május 25. (TV2)        | 1997. május 15.    | 89 perc  |
| Clifford Calvert (Barry Corbin), a gazdag üzletembert korábbi üzletfele (Raye Birk) beperli, mert zátonyra futtatta egy korábbi üzletét és amiatt nagyot veszített. Ez kapóra jön a férfi pénzsóvár feleségének, Cathleennek (Shera Danese), aki szeretőt tart, de elválni nem akar, a házassági szerződés miatt. Úgy döntenek, hogy a felperest elteszik láb alól, gyilkosának pedig majd a férjet állítják be, hisz neki volt rá indítéka. Columbo elkezd nyomozni, de nem is sejti, hogy a bűntényben érintett szerető nem más, mint kollégája, Patrick Kinsley bűnügyi technikus (David Rasche). |     | |                  |                                            |                              |                    |          |
| 67 | 12  | „Béke poraira” “Ashes to Ashes”                                                                    | Patrick McGoohan | Jeffrey Hatcher                            | 2003. február 5.(RTL Klub)   | 1998. október 8.   | 87 perc  |
| Eric Prince (Patrick McGoohan), az amerikai show-business egykor meghatározó alakja évek munkájával jól jövedelmező temetkezési vállalat-hálózatot épített ki, ám múltjában van egy szégyenfolt, ami kapóra jön volt szeretőjének, a szenzációhajhász és cinikus riporternőnek, Verity Chandlernek (Rue McClanahan), aki arra kényszeríti a férfit titka megőrzéséért cserébe, hogy elsőként mindig vele tudassa, ha egy hollywoodi hírességet Prince halottasházában ravataloznak fel, hogy a nő cikket írhasson az eseményről. Az üzletember, csakhogy ne tudódjék ki, annak idején hogyan szerezte vagyonát, kénytelen lesz örökre elhallgattatni egykori kedvesét… |     | |                  |                                            |                              |                    |          |
| 68 | 13  | „Gyilkosság hangjegyekkel” “Murder With Too Many Notes”                                            | Patrick McGoohan | Jeffrey Cava                               | 2003. február 17. (RTL Klub) | 2001. március 12.  | 86 perc  |
| Az egykor sikeres és ötletdús zeneszerző-karmester, Findlay Crawford (Billy Connolly) már nem ír olyan színvonalú és népszerű darabokat, mint régen, ezért féltékenyen figyeli ahogy fiatal, ambiciózus és tehetséges tanítványa, Gabriel McEnery (Chad Willett) sorra alkotja meg a jobbnál jobb filmzenéket, amiket ismert és köztiszteletnek örvendő mestere a sajátjaiként mutat be a nagyközönség előtt. Az ifjú tanonc egy idő után megelégeli sorozatos csalásait és végre ő is részesedni akar Crawford sikereiből és az ezzel szerzett vagyonából. Gabriel be szeretné mutatni szerzeményeit, ám ezúttal a saját neve alatt, s Crawford tudja, ezzel a lépéssel a fiú idővel az ő legnagyobb szakmai riválisává válhatna, s talán még azt is elmondaná a sajtónak, hogy műveit a zeneszerző mint sajátjait vitte pódiumra. Hogy elkerülje titka leleplezését, azt tervezi, megöli Gabrielt, s azokat az ígéretesnek látszó darabokat, amiken a fiú épp dolgozott, ismét csak a saját műveiként fogja eladni. |     | |                  |                                            |                              |                    |          |
| 69 | 14  | „Columbo legveszélyesebb éjszakája” “Columbo Likes the Nightlife”                                  | Jeffrey Reiner   | Michael Alaimo                             | 2004. január 7. (TV2)        | 2003. január 30.   | 85 perc  |
| Vanessa Farrow (Jennifer Sky) és barátja, Justin Price (Matthew Rhys) komoly bajba kerül, amikor Vanessa volt férje, Tony Galper (Carmine Giovinazzo) zaklatja őt, és a dulakodásban a lány egy dohányzóasztalra löki, amitől az halálos fejsebet kap. Ráadásul Price pénzt várt Galpertől, hogy elindíthassa saját klubját, ezért másfél napig még el kell hitetniük, hogy a férfi él. Csakhogy egy lesifotós (Douglas Roberts) épp felvételeket csinált, amikor Galper meghalt. Megzsarolja a párocskát, akik látszólag belemennek az alkuba, de Price kiterveli hogyan ölheti meg a paparazzót, hogy ne legyen több probléma. Amikor azonban Columbo elkezd vizsgálódni az ügyben, rá kell jönniük, hogy problémáik nem szűntek meg… |     | |                  |                                            |                              |                    |          |